# Gorytes quinquefasciatus
Gorytes quinquefasciatus  (лат.) — род песочных ос рода Gorytes из подсемейства Bembicinae (триба Bembicini). Палеарктика: Европа, Россия (от Москвы до Приморского края), Турция, Сирия, Ливан, Казахстан, Кыргызстан, Узбекистан, Таджикистан, Марокко, Алжир.

## Описание
Мелкие осы (около 1 см), чёрные с желтоватыми отметинами. Щит переднеспинки грубо пунктирован. 
Срединное поле промежуточного сегмента морщинистое. Медиальная жилка заднего крыла начинается перед концом субмедиальной ячейки. Ацетабулярный киль короткий. Мезоплевры с омалюсами и стернаулюсами. У самок 1-й членик передней лапки с 2 щетинками на боковой поверхности. 
Гнездятся в земле. Личинок кормят мелкими цикадками (Auchenorrhyncha). Выделяют подвид Gorytes quinquefasciatus levantinus, отличающийся жёлтым рисунком тела, жёлтыми наличником и частично жвалами (у номинативного подвида рисунок беловатый и жвалы с наличником чёрные)
.